# Kolasib
Kolasib è una suddivisione dell'India, classificata come census town, di 18.852 abitanti, capoluogo del distretto di Kolasib, nello stato federato del Mizoram. In base al numero di abitanti la città rientra nella classe IV (da 10.000 a 19.999 persone).

## Geografia fisica
La città è situata a 24° 13' 60 N e 92° 42' 0 E e ha un'altitudine di 248 m s.l.m..

## Società

### Evoluzione demografica
Al censimento del 2001 la popolazione di Kolasib assommava a 18.852 persone, delle quali 9.648 maschi e 9.204 femmine. I bambini di età inferiore o uguale ai sei anni assommavano a 2.485, dei quali 1.239 maschi e 1.246 femmine. Infine, coloro che erano in grado di saper almeno leggere e scrivere erano 15.422, dei quali 7.998 maschi e 7.424 femmine..